# Pruhatcovití
Pruhatcovití (Holocentridae) jsou čeleď paprskoploutvých ryb.

## Systematika
Za popisnou autoritu pruhatcovitých je pokládán francouzský přírodovědec Charles Lucien Bonaparte (1833). V rámci zoologické systematiky patří pruhatci do řádu paprskoploutvých ryb pilonoši (Beryciformes), ačkoli někdy jsou kladeni mimo tento řád. Jde o linii starou možná až 55 milionů let, tedy pocházející již z počátku eocénu.
Níže následuje seznam platných rodů aktuální k červnu 2025, jenž vychází z Eschmeyer's Catalog of Fishes. Ke stejnému datu čeleď zahrnuje přesně 90 druhů.
- podčeleď Myripristinae
  - Corniger Agassiz, 1831
  - Myripristis Cuvier, 1829
  - Ostichthys Cuvier, 1829
  - Plectrypops Gill, 1862
  - Pristilepis Randall, Shimizu & Yamakawa, 1982
- podčeleď Holocentrinae
  - Holocentrus Scopoli, 1777
  - Neoniphon Castelnau, 1875
  - Sargocentron Fowler, 1904

## Charakteristika

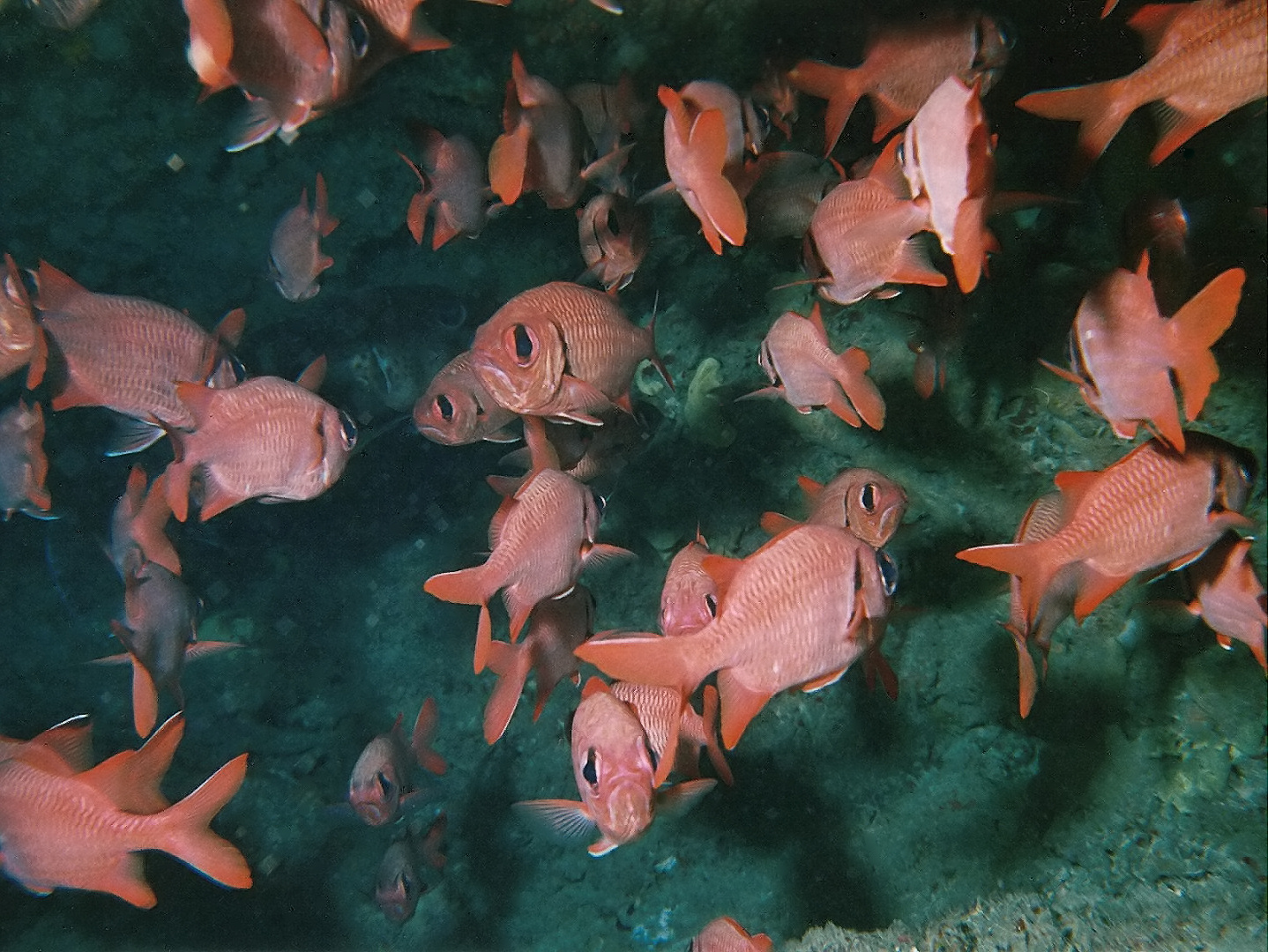
Pruhatec šarlatový (Myripristis pralinia)

Pruhatcovití mají více či méně protáhlé, zploštělé tělo. Největším zástupcem je až přes 60 cm dlouhý pruhatec velký (Sargocentron spinifer), většina druhů měří jen 10–30 cm. Pruhatcovití mají jedinou hřbetní ploutev, byť s patrným zářezem, s 10–13 ostny a 11–17 měkkými paprsky. Řitní ploutev nese 4 ostny a 7–16 měkkých paprsků, břišní ploutve 1 osten a 5–8 měkkých paprsků. Ocasní ploutev je vidličnatá. Na hlavě jsou patrné velké oči a trnité okraje skřelí. Velké šupiny jsou na omak ostré, zbarvení se pohybuje zejména v červených odstínech, často se skvrnkami na spodní straně těla.
Přirozený výskyt zahrnuje Indo-Pacifik a Atlantský oceán, do Středozemního moře tyto ryby pronikly teprve přes Suezský průplav. Zdržují se většinou u dna v osvětlené zóně nad 100 metrů, vzácně až do hloubek nad 200 m. Den tráví ve skalních štěrbinách či pod útesovými římsami, potravu si shánějí teprve v noci. Občas se však přikrmují i přes den, pokud se k nim přiblíží potenciální kořist. Jejich jídelníček tvoří zejména malé ryby, korýši nebo zooplankton. Pruhatcovití jsou schopni produkovat zvuky pomocí plynového měchýře, čehož využívají i během svých pářicích rituálů.
Některé druhy z rodu Sargocentron jsou vyzbrojeny jedovatými ostny.

## Význam
Pruhatcovití mají chutné maso, zejména zástupci rodu Myripristis. Oblíbené konzumní ryby představují zvláště na Havajských ostrovech. Jde také o akvarijní ryby, druhem chovaným ve veřejných akváriích je například pruhatec královský (Sargocentron diadema).